# Aman
Aman (arabsko: عَمّان ʻammān izgovorjeno [ʕamːaːn]) je glavno in najbolj naseljeno mesto Jordanije ter gospodarsko, politično in kulturno središče države. Aman leži v severni osrednji Jordaniji in je upravno središče guvernata Aman. Mesto ima 4.007.526 prebivalcev in površino 1680 kvadratnih kilometrov. Danes velja, da Aman spada med najbolj moderna arabska mesta. Je glavna turistična destinacija v regiji, zlasti med arabskimi in evropskimi turisti.
Najstarejši dokazi o naselitvi v Amanu so bili najdeni na neolitskem najdišču 'Ain Ghazal, kjer so odkrili kipe iz časa ok. 7250 pred našim štetjem - kipi spadajo med najstarejše upodobitve človeka. V času železne dobe je bilo mesto znano kot Ammon, središče kraljestva Amonitov. V grškem in rimskem obdobju so ga imenovali Filadelfija, dokončno pa so ga v islamskem obdobju preimenovali v Amman. Večji del srednjeveškega in post-srednjeveškega obdobja je bila lokacija opuščena. Sodobni Aman pa začne nastajati v poznem 19. stoletju, ko so ga v okviru Osmanskega cesarstva leta 1867 poselili čerkeški priseljenci. Prvi občinski svet je bil ustanovljen leta 1909. Aman je hitro zrastel zlasti po tem, ko je bila leta 1921 imenovan za prestolnico Transjordanije in po več zaporednih valovih beguncev: Palestinci v letih 1948 in 1967, Iračani v letih 1990 in 2003 in Sirci od leta 2011. Sprva je bil zgrajen na sedmih gričih, zdaj pa se razprostira na 19 gričih, ki združujejo 27 okrožij , ki jih upravlja občina Veliki Aman na čelu z županom (2018 je to Yousef Shawarbeh). Območja Amana se imenujejo po hribih (jabal) ali po dolinah (wadi), na primer Jabal Lweibdeh in Wadi Abdoun. Vzhodni Aman je pretežno poln zgodovinskih krajev, ki pogosto gostijo kulturne dejavnosti, medtem ko je Zahodni Aman modernejši in služi kot gospodarsko središče mesta.
Leta 2014 je v Aman prispelo približno dva milijona obiskovalcev in tako postalo 93. najbolj obiskano mesto na svetu in 5. najbolj obiskano arabsko mesto. Aman ima razmeroma hitro rastoče gospodarstvo in je uvrščen med Beta - na svetovnem indeksu mest. Poleg tega so ga razglasili za eno najboljših mest na Bližnjem vzhodu in Severni Afriki glede na gospodarske, delovne, okoljske in socio-kulturne dejavnike. Mesto je med najbolj priljubljenimi lokacijami v arabskem svetu za multinacionalne družbe, da ustanovijo svoje regionalne pisarne, poleg Dohe in le za Dubajem. Pričakuje se, da bodo v naslednjih 10 letih ta tri mesta zajela največji delež dejavnosti večnacionalnih družb v regiji.

## Etimologija
Aman je svoje ime dobil v 13. stoletju pred našim štetjem, ko so ga Amonci poimenovali Rabbath Amon, pri čemer izraz Rabbath pomeni 'prestolnica' ali 'kraljeva četrt'. Sčasoma se izraz Rabbath ni več uporabljal in mesto je postalo znano kot Ammon. Vpliv novih civilizacij, ki so mesto osvojile, je postopoma spremenil ime v Amman. V hebrejski Bibliji se omenja kot Rabbat ʿAmmon (svetopisemska hebrejščina רבת עמון, tiberijska hebrejščina Rabbaṯ ʿAmmôn). Vendar je Ptolemaj II. Filadelf, makedonski vladar Ptolemajskega kraljestva, ki je kraljeval med letoma 283 in 246 pr. n. št., mesto preimenoval v Filadelfijo (starogrško Φιλαδέλφεια, dobesedno 'bratska ljubezen'), potem ko ga je zasedel. Ime je dobilo kot prigovarjanje lastnemu vzdevku, Filadelf.

## Zgodovina

### Antika
Neolitsko najdišče 'Ain Ghazal je bilo odkrito na obrobju Amana. Na višku okoli 7000 pred našim štetjem je obsegalo 15 hektarjev, naseljeno pa je bilo s približno 3000 ljudmi (štiri do petkrat več kot je prebivalcev sodobnega Jeriha). V tistem času je bila lokacija tipična nekeramična neolitska vas. Njene hiše so bile pravokotne stavbe, zidane z blatom, ki so vsebovale glavno bivalno sobo, katere stene so bile obložene z apnenim ometom. Mesto so odkrili leta 1974, ko so gradbeni delavci delali cesto, ki je prečkala območje. Do leta 1982, ko so se začela izkopavanja, je skozi najdišče steklo približno 600 metrov ceste. Kljub škodi, ki jo je povzročila širitev mesta, so ostanki 'Ain Ghazal zagotovili veliko informacij.
'Ain Ghazal je znan po nizu majhnih človeških kipov, najdenih leta 1983, ko so se lokalni arheologi spopadli 2,5 metra veliko jamo, v kateri so bili. Ti kipi so človeške figure, narejene iz belega gipsa, z poslikanimi oblačili, lasmi in ponekod okrasnimi tetovažami. Dvaindvajset figur je bilo najdenih v dveh skrivališčih, od tega petnajst polnih figur, petnajst doprsnih kipov in dve razdrobljeni glavi. Trije doprsni kipi so bili dvoglavi, katerih pomen ni jasen. 
V 13. stoletju pred našim štetjem je bil Aman prestolnica Amoncev in je postal znan kot Rabb Amon. Amon je regiji zagotovil več naravnih virov, vključno z peščenjakom in apnenci, skupaj s produktivnim kmetijskim sektorjem, zaradi katerega je bil Amon življenjsko pomemben kraj vzdolž kraljeve ceste, starodavne trgovske poti, ki je povezovala Egipt z Mezopotamijo, Sirijo in Anatolijo. Tako kot Edomiti in Moabiti je tudi trgovina po tej poti Amoncem prinesla znaten prihodek. Amonci so častili starodavno božanstvo, imenovano Moloch. Izkopavanja arheologov v bližini civilnega letališča Aman so odkrila tempelj, v katerem je bil oltar in številni delci človeških kosti. Kosti so kazale sledi gorenja, kar je privedlo do domneve, da je oltar deloval kot pogrebna grmada.
Danes po Amanu obstaja več amonskih ruševin, kot so Qasr Al-Abd, Rujm Al-Malfouf in nekateri deli Amanske citadele. Razvaline Rujm Al-Malfoufa so sestavljene iz kamnitega opazovalnega stolpa, ki se je uporabljal za zaščito mesta in več shramb na vzhodu. Mesto je kasneje osvojilo asirsko cesarstvo, za njim pa Perzijsko cesarstvo.

### Klasično obdobje
Po Aleksandrovi osvojitvi Bližnjega vzhoda in Srednje Azije se je utrdil vpliv ]]Helenistično obdobje#Kultura|helenistične kulture]]. Grki so na območju sodobne Jordanije ustanovili nova mesta, med njimi Umm Qais, Džeraš in Aman. Ptolemaj II. Filadelf, makedonski vladar Egipta, ki je zasedel in obudil mesto, ga je imenoval Filadelfija (starogrško Φιλαδέλφεια) ali v prevodu 'bratska ljubezen'.
Eden najbolj izvirnih spomenikov v Jordaniji in morda v helenističnem obdobju na Bližnjem vzhodu je vasica Irak Al-Amir v dolini Wadi Al-Sir, jugozahodno od Amana, kjer domuje Qasr Al-Abd ('grad sužnjev'). Med drugimi ruševinami v bližini so vas, izolirana hiša in vodnjak, ki so danes komaj vidni zaradi škode, ki jo je povzročil velik potres, ki je leta 362 prizadel to regijo. Qasr Al-Abd naj bi zgradil Hirkan Jeruzalemski, ki je bil glava močne družine Tobiadov. Kmalu potem, ko je začel gradnjo te velike zgradbe, leta 170 pr. n. št., ko se je vrnil iz vojaške akcije v Egiptu, je Antioh IV. osvojil Jeruzalem, razstrelil tempelj, v katerem je bil shranjen Hirkanov zaklad in je bil videti odločen, da napade Hirkana. Po zaslišanju je Hirkan storil samomor in pustil svojo palačo v Filadelfiji nedokončano. Tobiadi so se dvajset let borili z arabskimi Nabatejci, dokler mesta niso izgubili. Po izgubi Filadelfije v pisnih virih ne slišimo več o družini Tobiadov.
Rimljani so velik del Levanta osvojili leta 63 pred našim štetjem, s čimer so začeli obdobje rimske vladavine, ki je trajala štiri stoletja. V severni novodobni Jordaniji so se grška mesta Filadelfija (Aman), Gerasa, Gedara, Pella in Arbila združila z drugimi mesti v Palestini in Siriji; Scythopolis, Hippos, Capitolias, Canatha in Damascus in ustanovila zvezo Dekapolis, bajno konfederacijo, povezano z vezmi gospodarskega in kulturnega pomena.  Filadelfija je postala točka ob cesti, ki se je raztezala od Ailah do Damaska, ki jo je leta 106 zgradil cesar Trajan. To je mestu v kratkem času zagotovilo gospodarski zagon. V pozni bizantinskem obdobju v 7. stoletju je bilo v mestu več škofov in cerkva.
Rimska vladavina je v Jordaniji pustila več ruševin po vsej državi, od katerih nekatere obstajajo v Amanu, na primer Herkulov tempelj na Amanski citadeli, rimsko gledališče, Odeon in nimfej. Obe gledališči in vodnjak Nimfej so bili zgrajeni med vladavino cesarja Antonina Pija okoli leta 161. Gledališče je bilo večje prizorišče od obeh in je imelo kapaciteto 6000 gledalcev. Bilo je usmerjeno proti severu in vgrajeno v pobočje, da bi občinstvo zaščitili pred soncem. Severovzhodno od gledališča je bil majhen odeon. Zgrajen v približno istem času kot gledališče, je imel Odeon 500 sedežev in je še danes v uporabi za glasbene koncerte. Arheologi ugibajo, da je bila konstrukcija prvotno prekrita z leseno streho, da bi občinstvo zaščitila pred vremenskimi vplivi. Nimfej leži jugozahodno od Odeona in je služil kot glavni vodnjak Filadelfije. Verjame se, da je imel bazen površine 600 kvadratnih metrov, ki je bil globok 3 metre in je bil neprestano napolnjen z vodo.

### Islamsko obdobje
V 630-ih je rašidunska vojska osvojila to območje od Bizantincev, s čimer se je v Levantu začelo islamsko obdobje. Filadelfijo so muslimani preimenovali v Amman in je postal del okrožja Jund al Urdunn. Velik del prebivalstva je že govoril arabščino, kar je olajšalo vključevanje v kalifat, pa tudi več spreobrnjenj v islam. Pod omajadskimi kalifi, ki so začeli vladati leta 661, so bili zgrajeni številni puščavski gradovi kot sredstvo za upravljanje puščavskega območja novodobne Jordanije, od katerih jih je nekaj še vedno dobro ohranjenih. Aman je že deloval kot upravno središče. Omajadi so zgradili veliko palačo na hribu Amanske citadele, ki je danes znana kot palača Omajadov. Aman je bil pozneje uničen zaradi večjih potresov in naravnih nesreč, vključno z zelo hudim potresom leta 747. Omajade so Abasidi strli tri leta pozneje.
Pomen Amana se je zmanjšal sredi 8. stoletja, potem ko je škoda, ki jo je povzročilo več potresov, otežila bivanje. Izkopavanja med podrto plastjo palače Omajadov so odkrila ostanke peči za žganje iz časov Abasidov (750–969) in Fatimidov (969–1099). V poznem 9. stoletju je geograf al-Yaqubi Aman označil za 'prestolnico' Balka. Podobno je leta 985 Jeruzalemski zgodovinar al Muqaddasi opisal Aman kot glavno mesto Balka in da je mesto v puščavskem obrobju Sirije, obkroženo z vasmi in koruznimi polji ter je regionalni vir jagnjet, žita in medu. Poleg tega al-Maqdisī opisuje Aman kot 'pristanišče puščave', kamor bi se zatekel arabski beduin, njegova citadela, ki je obvladovala mesto, pa je imela majhno mošejo.
Zasedba hriba s citadelo s strani križarskega kraljestva Jeruzalem doslej temelji le na interpretacijah križarskih virov. Viljem iz Tira piše v svoji Historia, da je Filip Milly leta 1161 dobil grad 'Ahamant', ki naj bi se skliceval na Aman kot del gospostva Oultrejordain. Leta 1166 se je Filip pridružil vojaškemu redu vitezov templjarjev in jim prenesel pomemben del svojega fevda, vključno z gradom Ahamant ali 'Haman', kot je poimenovan v potrdilu, ki ga je izdal kralj Amalrik I. Jeruzalemski. Do leta 1170 je bil Aman v ajubidskih rokah. Ostanki stražnega stolpa na Citadeli, ki so ga najprej pripisali križarjem, so danes prednostno datirani v obdobje Ajubidov in ga puščajo za nadaljnje raziskave, da bi našli mesto križarskega gradu. V obdobju Ajubidov je damaščanski geograf Al-Dimaški zapisal, da je Aman del pokrajine Al-Karak, čeprav so od mesta ostale samo ruševine.
V obdobju mamelukov (pozno 13. – zgodnje 16. stoletje) je bila regija Aman del Wilayat Balqa, najjužnejšega okrožja Mamlakat Dimashq (provinca Damask). Glavno mesto okrožja v prvi polovici 14. stoletja je bilo manjše upravno mesto Hisban, ki je imelo precej manjši garnizon kot druga upravna središča v Transjordaniji in sicer Ajlun in Al-Karak.  Leta 1321 je geograf Abu'l Fida zapisal, da je Aman »zelo starodavno mesto« s plodnimi tlemi in obkrožen s kmetijskimi polji. Zaradi nejasnih, čeprav verjetno finančnih razlogov, se je leta 1356 glavno mesto Balqa preneslo iz Hisbana v Aman, ki je veljal kot madina (mesto). Leta 1357 je emir Sirghitmiš kupil Aman v celoti, najverjetneje da bi porabil prihodke mesta za pomoč pri financiranju medrese Sirghitmiš, ki jo je istega leta gradil v Kairu. Sirghitmiš je po nakupu mesta prenesel sodišča, upravno birokracijo, trge in večino prebivalcev Hisbana v Aman. Poleg tega je financiral nova gradbena dela v mestu. 
Lastništvo Amana po smrti Sirghitmiša leta 1358 je prešlo na naslednje generacije njegovih potomcev do leta 1395, ko so ga njegovi potomci prodali emirju Baydamurju al-Khwarazmiju, na'ib as-saltana ('podkralj') Damaska. Nato so del obdelovalnih zemljišč v Amanu prodali emirju Sudun al Šajkhuniju (umrl 1396), egiptovski na'ib as-saltana. Vse pogostejša delitev in prodaja mesta in dežele Aman različnim lastnikom je zmanjšala prihodek iz Amana, hkrati pa je bil Hisban v 15. stoletju obnovljen kot glavno mesto Balqa. Od takrat do leta 1878 je bil Aman zapuščeno območje, ki se je redno uporabljalo za oskrbo sezonskih kmetov, ki so obdelovali kmetijske površine v njegovi bližini in beduinska plemena, ki so uporabljala njegove pašnike in vodo.
Osmansko cesarstvo je leta 1516 priključilo regijo Aman, toda večji del obdobja je mesto Al-Salt delovalo kot virtualno politično središče Transjordanije. Aman se je začel ponovno naseljevati leta 1878, ko je prišlo na tisoče Čerkezov med letoma 1872–1910 potem ko jih je Ruski imperij izselil iz Kavkaza med dogodki Rusko-čerkeške vojna. Leta 1879 je angleški popotnik Laurence Oliphant pisal o svojem obisku Amana v deželi Gilead.

### Sodobnost
Osmanske oblasti so do leta 1878 usmerile čerkeške priseljence, ki so bili pretežno kmečki, da se naselijo v Amanu in med njih razdelili njive. Prvi naseljenci so živeli v bližini rimskega gledališča in so njegove kamne vgradili v hiše, ki so jih zgradili. V britanskem poročilu iz leta 1933 je razvidno, da je v Amanu živelo približno 1700 Čerkezov. Pa vendar skupnost še zdaleč ni bila izolirana. Vzpostavili so zavezništva z lokalnimi mestnimi in nomadskimi skupnostmi ter regionalnimi trgovci z žitom, da bi utrdili svoj status v na novo ustanovljenem mestu. Prvi občinski svet v Amanu je bil ustanovljen leta 1909, za njegovega župana pa je bil izvoljen Čerkez Ismael Babouk. Demografski podatki mesta so se močno spremenili po odločitvi osmanske vlade, da bo zgradila Hedžaško železnico, ki je povezovala Damask in Medino ter olajšala vsakoletno romanje hadž in trgovino. Zaradi svoje lokacije ob železnici se je Aman iz majhne vasi spremenil v glavno trgovsko središče v regiji.
Prva in druga bitka pri Amanu sta bili del bližnjevzhodnega gledališča prve svetovne vojne in arabskega upora, leta 1918. Aman je imel strateško lokacijo ob železnici; britanske sile in hašemitska arabska vojska so Britancem omogočile napredovanje v Damask. Drugo bitko so dobili Britanci, kar je povzročilo ustanovitev britanskega mandata.
Leta 1921 je hašemitski emir in poznejši kralj Abdulah I. namesto Al-Salte imenoval Aman za prestolnico novonastale države, Transjordanskega emirata, ki je leta 1950 postalo Hašemitsko kraljestvo Jordanija. Država je privabila priseljence iz različnih levantinskih območij, zlasti iz Al Salte, bližnjega mesta, ki je bilo največje urbano naselje vzhodno od reke Jordan. Zgodnji naseljenci, ki so prišli iz Palestine, so bili večinoma iz Nablusa, iz katerega izvirajo številni prebivalci Al Salta. Pridružili so se jim drugi priseljenci iz Damaska. Kasneje je Aman privabil ljudi iz južnega dela države, zlasti Al-Karaka in Madabe. Število prebivalcev mesta je bilo v 1930-ih približno 10.000.
Jordanija se je osamosvojila leta 1946, Aman pa je bil imenovan za glavno mesto države. Mesto je sprejelo veliko beguncev med vojnimi dogodki v bližnjih državah, začenši z arabsko-izraelsko vojno 1948. Drugi val je prišel po šestdnevni vojni leta 1967. Leta 1970 je bil Aman bojišče med spopadom Palestinske osvobodilne organizacije (PLO) in jordanske vojske, znane kot Črni september. Jordanska vojska je leta 1971 premagala PLO-ju, slednji pa je bil izgnana v Libanon.
Prvi val iraških in kuvajtskih beguncev se je v mestu naselil po zalivski vojni leta 1991, drugi val pa se je zgodil po invaziji na Irak leta 2003. Pred kratkim je v mesto prišel val sirskih beguncev med trajajočo sirijsko državljansko vojno, ki se je začela leta 2011. Aman je bil glavna varnost beguncev zaradi varnosti in blaginje, ki jo je ponujal.
9. novembra 2005 je Al Kaida pod vodstvom Abu Musaba al Zarqavija sprožila usklajene eksplozije v treh hotelskih lobijih v Amanu, v katerih je bilo 60 smrtnih žrtev in 115 ranjenih. Bombardiranje, ki je bilo namenjeno civilistom, je povzročilo veliko ogorčenje pri Jordancih.  Varnost kot celota se je po napadu dramatično izboljšala in od takrat niso poročali o večjih terorističnih napadih.
V zadnjih desetih letih je mesto doživelo gospodarski, kulturni in urbani razcvet. Velika rast prebivalstva je bistveno povečala potrebo po novih nastanitvah in hitro so se ustanavljali novi okraji mesta. To je omejila država zaradi pomanjkljive oskrbe z vodo in izpostavila Aman nevarnosti hitrega širjenja brez skrbnega načrtovanja. Danes je Aman znan kot moderno in starodavno arabsko mesto, z velikimi mega projekti, kot sta projekt obnove urbane regije Abdali in Jordanska vrata. Mesto vsebuje več hotelskih franšiz vrhunskih hotelov, vključno s hotelom Four Seasons Amman, Sheraton Hotel Amman, Fairmont Amman, St. Regis Hotel Amman, Le Royal Hotel in drugimi.

## Geografija
Aman leži na vzhodnem bregu planote, višavja, za katerega so značilne trije glavni vadiji, ki tečejo skozenj. Prvotno je bilo mesto zgrajeno na sedmih gričih. [68] Za teren so značilne gore.  Najpomembnejša območja v mestu so poimenovana po hribih ali gorah, na katerih ležijo. Nadmorska višina območja se giblje med 700 in 1100 m. Al-Salt in Al-Zarka sta na severozahodu in severovzhodu, Madaba je na zahodu, Al-Karak in Ma'an pa na jugozahodu in jugovzhodu. Edini preostali izvir v Amanu zdaj reka Zarka ga oskrbuje z vodo.
Drevesa, ki jih najdemo v Amanu, so alepski bor (Pinus halepensis), Vednozelena cipresa in feničanski brin (Juniperus phoenicea).

### Podnebje
Lega mesta v gorah v bližini sredozemskega podnebnega pasu ga uvršča v polsušno klimatsko klasifikacijo (Köppen: BSh). Poletje je blago vroče in vedro; vendar se lahko poleti pojavita en ali dva vročinska vala. Pomlad je kratka in topla, kjer vrhunci dosežejo 28 °C. Pomlad se običajno začne med aprilom in majem in traja približno mesec dni. Zima se po navadi začne konec novembra in nadaljuje od začetka do sredine marca. Temperature so običajno blizu ali pod 17 °C, sneg občasno pade enkrat do dvakrat na leto. Dežja pade v povprečju približno 300 mm na leto, občasne suše pa so pogoste, kjer največ dežja pade med oktobrom in aprilom. Običajno je vsaj 120 dni močne megle na leto. Razlike v nadmorski višini igrajo pomembno vlogo v različnih vremenskih razmerah v mestu: sneg se lahko nabere v zahodnem in severnem delu Amana (povprečna nadmorska višina 1000 m), hkrati pa bi lahko deževalo v središču mesta (nadmorska višina 776 m).
Aman ima ekstremne primere mikroklime in skoraj vsako okrožje ima svoje vreme. Med domačini je znano, da so nekatere pokrajine, kot je severno predmestje Abu Nserja, med najhladnejšimi v mestu in lahko doživijo mraz, medtem ko druga okrožja, kot je Marka, doživljajo precej toplejše temperature.

### Administrativne enote
Jordanija je razdeljen na dvanajst upravnih enot, guvernatov. Guvernat Aman se deli na devet nahij, od tega jih je pet razdeljenih na okrožja in nadalje na soseske. Ostale štiri nahije, ki ležijo v predmestju, so razdeljene na vasi ali mesta.
Mesto je upravljano kot občina Veliki Aman in zajema 27 okrožij, ki vključujejo:
| Št. | Okrožje         | Površina (km2) | Št. preb. (2015) | Št. | Okrožje            | Površina (km2) | Št. preb (2015) |
| --- | --------------- | -------------- | ---------------- | --- | ------------------ | -------------- | --------------- |
| 1   | Al-Madinah      | 3,1            | 34.988           | 15  | Badr Al-Jadeedah   | 19             | 17.891          |
| 2   | Basman          | 13,4           | 373.981          | 16  | Sweileh            | 20             | 151.016         |
| 3   | Marka           | 23             | 148.100          | 17  | Tla' Al-Ali        | 19,8           | 251.000         |
| 4   | Al-Nasr         | 28,4           | 258.829          | 18  | Jubeiha            | 25,9           | 197.160         |
| 5   | Al-Yarmouk      | 5,5            | 180.773          | 19  | Shafa Badran       | 45             | 72.315          |
| 6   | Ras Al-Ein      | 0,68           | 138.024          | 20  | Abu Nseir          | 50             | 72.489          |
| 7   | Bader           | 0,01           | 229.308          | 21  | Uhod               | 250            | 40.000          |
| 8   | Zahran          | 13,8           | 107.529          | 22  | Al-Jeezah          | 558            | 95.045          |
| 9   | Al-Abdali       | 15             | 165.333          | 23  | Sahab              | 12             | 169.434         |
| 10  | Tareq           | 25             | 175.194          | 24  | Al-Muwaqqar        | 250            | 47.753          |
| 11  | Qweismeh        | 45,9           | 296.763          | 25  | Husban Al-Jadeedah | 55             | 31.141          |
| 12  | Kherbet Al-Souk | 0,5            | 186.158          | 26  | Na'our             | 87             | 78.992          |
| 13  | Al-Mgablein     | 23             | 99.738           | 27  | Marj Al-Hamam      | 53             | 82.788          |
| 14  | Wadi Al-Seer    | 80             | 241.830          |     |                    |                |                 |

## Gospodarstvo

### Bančni sektor
Bančni sektor je eden glavnih temeljev jordanskega gospodarstva. Kljub nemirom in gospodarskim težavam v arabskem svetu, ki so posledica arabske pomladi, je jordanski bančni sektor v letu 2014 ohranil svojo rast. Sektor trenutno sestavlja 25 bank, od katerih jih je 15 kotiralo na Amanski borzi. Aman je baza mednarodne arabske banke, ene največjih finančnih institucij na Bližnjem vzhodu, ki oskrbuje stranke v več kot 600 podružnicah v 30 državah na petih celinah. Arabska banka predstavlja 28 % Amanske borze in je po tržni kapitalizaciji na borzi najvišja uvrščena institucija.

### Turizem
Aman je četrto najbolj obiskano arabsko mesto in deveti najvišji prejemnik mednarodne porabe za obiskovalce. Leta 2011 je Aman obiskalo približno 1,8 milijona turistov in v mestu porabilo več kot 1,3 milijarde dolarjev. Širitev mednarodnega letališča kraljice Alije je primer velikega vlaganja občine Aman v infrastrukturo mesta. Nedavna gradnja sistema javnega prevoza in državne železnice ter širitev cest naj bi olajšalo promet, ki ga ustvarijo milijoni letnih obiskovalcev mesta.
Aman in Jordanija na splošno sta središče medicinskega turizma na Bližnjem vzhodu. Jordanija sprejema največ zdravstvenih turistov v regiji in je peta na svetu. Aman letno sprejme 250.000 tujih pacientov in več kot milijardo dolarjev letno.

### Dejavnosti
Aman se predstavlja kot poslovno središče. Oblika mesta se nenehno spreminja z nastajanjem novih projektov. Po vojni v Iraku leta 2003 se je v Aman nateklo velik del poslov. Jordansko glavno letališče Queen Alia International Airport leži južno od Amana in je središče nacionalnega prevoznika Royal Jordanian, največjega letalskega prevoznika v regiji. Letalska družba ima sedež v okrožju Zahran. Rubicon Group Holding in Maktoob, dve največji regionalni podjetji za informacijsko tehnologijo, imata sedež v Amanu, skupaj z velikimi mednarodnimi korporacijami, kot je Hikma Pharmaceuticals, ena največjih farmacevtskih družb na Bližnjem vzhodu, in Aramex, največje podjetje na področju logistike in prometa na Srednjem vzhodu.
V poročilu Dunia Frontier Consultants so Aman, skupaj z Doho, Katarjem in Dubajem, Združeni arabski emirati, priljubljena središča za večnacionalne korporacije, ki delujejo na območju Bližnjega vzhoda in Severne Afrike. V reviji FDI je bil Aman izbran za mesto na Bližnjem vzhodu, ki ima največ potenciala za vodilno vlogo v tujih neposrednih naložbah v regiji. Poleg tega ima več največjih svetovnih investicijskih bank pisarne v Amanu, vključno s Standard Chartered, Société Générale in Citibank.

## Demografija
Prebivalstvo Amana je leta 2015 doseglo 4.007.526; mesto ima približno 42 % celotnega prebivalstva Jordanije. Ima površino 1680 km2, in približno 2380 prebivalcev na kvadratni kilometer. Prebivalstvo Amana se je eksponentno povečalo z zaporednimi valovi priseljencev in beguncev, ki so prihajali v 20. stoletju. Iz približno 1000 prebivalcev leta 1890 je Aman leta 1990 zrasel na približno 1.000.000 prebivalcev, predvsem zaradi priseljevanja, pa tudi zaradi velike natalitete v mestu. Aman je bil zapuščen stoletja, dokler ga v 19. stoletju ni naselilo več stotin priseljencev. Danes v Amanu in njegovi okolici živi približno 40.000 Čerkezov. Potem ko je Aman leta 1914 postal železniško središče ob Hedžaški železnici, se je v mesto priselilo veliko muslimanskih in krščanskih trgovskih družin iz Al Salta. Velik delež prebivalcev Amana ima palestinske korenine (mestno ali podeželsko poreklo), dve glavni demografski skupini v mestu pa sta danes Arabci palestinskega ali jordanskega porekla. Druge etnične skupine predstavljajo približno 2 % prebivalstva. Uradnih statističnih podatkov o deležu ljudi palestinskega ali jordanskega porekla ni.
Novi prišleki, ki jih sestavljajo Jordanci s severa in juga države in priseljenci iz Palestine, so prebivalstvo mesta povečali s 30.000 leta 1930 na 60.000 v letu 1947. Približno 10.000 Palestincev, večinoma iz Safada, Haife in Acre, se je pred vojno 1948 preselilo v mesto zaradi gospodarskih priložnosti. Mnogi priseljenci iz tega obdobja so bili iz Nablusa. Vojna iz leta 1948 je povzročila izselitev mestnih muslimanskih in krščanskih palestinskih beguncev, večinoma iz Jaffe, Ramle in Lydde, v Aman, katerega prebivalstvo je naraslo na 110.000. Z Jordanskim zajetjem Zahodnega brega med vojno so se mnogi Palestinci z tega območja med 1950 in 1966 vztrajno selili v Aman, preden se je med vojno leta 1967 v mesto preselil še en množični val palestinskih beguncev z Zahodnega brega. Do leta 1970 je število prebivalstva naraslo na približno 550.000. Še 200.000 Palestincev je prišlo po izgonu iz Kuvajta med zalivsko vojno 1991. V središču Amana obstaja več velikih palestinskih begunskih taborišč.
Ker Amanu primanjkuje globoko zakoreninjeno domače prebivalstvo, mesto nima posebnega arabskega narečja, čeprav se v zadnjem času pojavlja takšno narečje, ki uporablja različna jordanska in palestinska narečja. Otroci priseljencev v mestu se vse pogosteje sklicujejo tudi na "Amani", za razliko od večine prebivalcev prve generacije, ki se bolj poistovetijo z matičnimi kraji.

### Religija
Aman ima večinoma sunitsko muslimansko prebivalstvo, mesto pa ima številne mošeje. Med glavnimi mošejami je velika mošeja kralja Abdulaha I., zgrajena med letoma 1982 in 1989. Modra kupola je pokrita z mozaikom, mošeja pa lahko sprejme 3000 molilcev. Mošeja Abu Darveš, ki je prepoznavna po črnem črno-belem vzorcu, ima arhitekturni slog, edinstven za Jordanijo. Mošeja stoji na Džabal Ašrafieh, najvišji točki v mestu. Notranjost mošeje zaznamujejo svetle stene in perzijske preproge. Med Amman Message conference leta 2004 so edikti različnih pripadnikov duhovščine kot kolektivno priznanje podeljevali naslednje miselne šole: Hanafi, Hanbali, Maliki, Shafi'i, Ja'fari, Zahiri, Zaydi, Ibadi, sufizem, povezan s tasavufom, muvahidizem in salafizem. Aman ima tudi majhno skupnost druzov.
Veliko število kristjanov iz celotne Jordanije, zlasti iz Al Salte, se je preselilo v Aman. V bližini Fuheis je pretežno krščansko mesto, ki je severozahodno od mesta. V mestu je prisotna majhna armenska katoliška skupnost s približno 70 družinami. V Amanu so tudi cerkvena sodišča za osebna stanja. V ruševinah Umm ar-Rasas v okrožju Al-Jeezah je skupno 16 zgodovinskih cerkva; verjamejo, da je mesto na začetku služilo kot rimsko utrjeno vojaško taborišče, ki je postopoma postalo mesto okoli 5. stoletja našega štetja. V celoti ni izkopano. Vplivalo je nanje več civilizacij, vključno z Rimljani, Bizantinci in muslimani. Na mestu je nekaj dobro ohranjenih mozaičnih tal, zlasti mozaična tla cerkve svetega Štefana.

## Mestna pokrajina
Središče mesta Aman (v arabščini imenovano Al-Balad), je razgibano mestno območje. Kljub spremembam ostaja veliko starega značaja. Jabal Amman je znana turistična znamenitost v starem Amanu, kjer najdemo največje mestne suke, čudovite muzeje, starodavne zgradbe, spomenike in kulturne znamenitosti. Jabal Amman vsebuje tudi znamenito Mavrično ulico in kulturno tržnico Souk Jara.

### Arhitektura
Stanovanjske stavbe so omejene na štiri nadstropja nad nivojem ulic in, če je mogoče, še štiri nadstropja spodaj, v skladu s predpisi velike občine Aman. Stavbe so prekrite z debelim belim apnencem ali peščenjakom. Stavbe imajo običajno balkone v vsakem nadstropju, razen pritličja, ki ima sprednje in zadnje dvorišče. Nekatere stavbe uporabljajo mangalore ploščice (ploščice, ki izvirajo iz mesta Mangalore, Indija) na strehah ali na strehi pokritih verand. Hoteli, stolpi in poslovne stavbe so prekriti s kamnom, plastiko ali steklom.

### Visoke gradnje, stolpi
Okrožje Zahran v zahodnem Amanu je lokacija stolpov Jordan Gate, prvih stolpnic v mestu. Gre za visokokakovostni trgovski in stanovanjski projekt, ki se trenutno gradi, blizu 6. kroga. Stolpa sta eden najbolj znanih nebotičnikov v mestu. Južni stolp bo gostil hotel Hilton, severni stolp pa pisarne. Stolpa ločuje podij, ki naj bi postal nakupovalni center. Vsebuje tudi bare, bazene in konferenčne dvorane. Investitorji so Bahrein's Gulf Finance House, Kuvajtska investicijsko-finančna družba (KIFC). Projekt je bil odprt leta 2018.
Projekt obnove urbane regije Abdali v okrožju Abdali bo gostil nakupovalni center, bulvar, skupaj z več hoteli, trgovskimi in stanovanjskimi stolpi. Projekt Abdali bo vreden več kot 5 milijard ameriških dolarjev, ustvaril bo nov vidni center za Aman in bo deloval kot glavno poslovno okrožje mesta. Prva faza vsebuje približno deset stolpov, od katerih jih je bilo pet končanih do leta 2016. Na 30.000 kvadratnih metrih površin je osrednji dinamični park glavna značilnost faze II., ki bo služil kot osrednja tema v glavnem za stanovanjske, pisarniške, hotelske in trgovske prostore na več kot 800.000 kvadratnih metrih.
Stolpi v prvi fazi vključujejo hotel Rotana Amman, W Hotel Amman, stolp Heights, stolp medicinskega centra Clemenceau, stolpnico Abdali, stolp Gateway Abdali, stolp K, stolp Vertex, Capital Tower, stolp sedeža Saraya in stolp Hamad.

## Kultura

### Muzeji
Največji muzej v Jordaniji je Jordanski muzej. Vsebuje veliko dragocenih arheoloških najdb v državi, vključno z nekaj svitki Mrtvega morja, neolitskimi apnenčasti kipi iz 'Ain Ghazal in kopijo Meševe stele. Drugi muzeji so Jordanska narodna galerija likovnih umetnosti, Arheološki muzej Jordanije, Otroški muzej Jordanije, Muzej spomina mučencev, Kraljevi muzej avtomobilov, Muzej preroka Mohameda, Muzej parlamentarnega življenja, Folklorni muzej in muzeji na Jordanski univerzi.

### Kuhinja
Danielle Pergament iz New York Timesa je kulinariko Amana označila kot izdelek več kuhinj v regiji in zapisala, da združuje »svetlo libanonsko zelenjavo, hrustljave falafele iz Sirije, sočne kebabe iz Egipta in nazadnje začinjene mesne jedi jordanske sosede, Iraka. Poznan je kot hrana Levanta - starodavna beseda za območje, ki ga omejuje Sredozemsko morje in Arabski polotok. Toda hrana tukaj ni le vsota kalorij. V tem politično, versko in etnično stresnem kotičku sveta je simbol krvnih linij in identitete«. Vendar pa mestno prizorišče ulične hrane naredi amansko kuhinjo izrazito.

## Pobratena mesta
Aman je pobraten z:
| - Muscat, Oman (1986) - Baku, Azerbajdžan - Jeddah, Saudova Arabija (1988) - Kairo, Egipt (1988) - Rabat, Maroko (1988) - Sana, Jemen (1989) - Islamabad, Pakistan (1989) - Peking, Kitajska (1990) - Ankara, Turčija (1992) - Kartum, Sudan (1993) - Doha, Katar (1995) | - Carigrad, Turčija (1997) - Sao Paulo, Brazilija, (1997) - Alžir, Alžirija (1998) - Bukarešta, Romunija (1999) - Nouakchott, Mavretanija (1999) - Tunis, Tunizija (1999) - Sofija, Bolgarija (2000) - Bejrut, Libanon (2000) - Pretoria, Republika Južna Afrika (2002) - Tegucigalpa, Honduras (2002) - Čikago, ZDA (2004) | - Kalabrija, Italija (2005) - Sarajevo, Bosna in Hercegovina (2005) - Moskva, Rusija (2005) - Mostar, Bosna in Hercegovina (2006) - Central Governorate, Bahrain (2006) - Biškek, Kirgizistan (2006) - San Francisco, ZDA (2010) - Tokio, Japonska (2011) - Sylhet, Bangladeš - Singapur, Singapur (2014) - Erevan, Armenija (2015) - Cincinnati, ZDA (2015) |